# كريس بيرك (لاعب كرة قدم)
كريس بيرك (بالإنجليزية: Chris Burke)‏ (و. 1983  م) هو لاعب كرة قدم، من المملكة المتحدة، ولد في غلاسكو، يلعب كلاعب وسط.

## مسيرته الكروية
لعب كريس بيرك خلال مسيرته الاحترافية مع 7 أندية في واحد وعشرون موسمًا وسجل خلالها 71 هدفًا ضمن 471 مباراة. حيث فاز في أربعة مواسم بالكأس وفي ثلاثة مواسم بالدوري.
خاض كريس بيرك مسيرته مع نادي رينجرز في موسم 2001–02 ليلعب معه ثمانية مواسم، مشاركًا في 96 مباراة سجل خلالها 11 هدفًا. ثم انتقل إلى نادي كارديف سيتي في موسم 2008–09 واستمر معه طيلة ثلاثة مواسم، حيث شارك في 102 مباراة سجل خلالها 15 هدفًا. لينتقل بعدها إلى نادي برمنغهام سيتي في موسم 2011–12 واستمر معه طيلة ثلاثة مواسم، مشاركًا في 131 مباراة سجل خلالها 24 هدفًا. ثم انتقل إلى نادي نوتينغهام فورست في موسم 2014–15 ولمدة موسمين، مشاركًا في 50 مباراة سجل خلالها 6 أهداف. هذا وانتقل لاحقًا إلى نادي روذرهام يونايتد في موسم 2015–16 لمدة موسم واحد، مشاركًا في 5 مباريات سجل خلالها هدفين. ثم انتقل بعدها إلى نادي روس كاونتي في موسم 2016–17 لمدة موسم واحد، مشاركًا في 6 مباريات سجل خلالها هدفًا واحدًا. ليعود وينتقل من جديد، لكن هذه المرة إلى نادي كيلمارنوك في موسم 2017–18 واستمر معه طيلة ثلاثة مواسم، مشاركًا في 81 مباراة سجل خلالها 12 هدفًا.

## روابط خارجية
- كريس بيرك على موقع الاتحاد الإسكتلندي (الإنجليزية)
- كريس بيرك على موقع قاعدة بيانات كرة القدم.إي يو (الإنجليزية)
- كريس بيرك على موقع ناشيونال فوتبول تيمز (الإنجليزية)
- كريس بيرك على موقع Soccerbase.com (لاعب) (الإنجليزية)
- كريس بيرك على موقع Soccerway.com (الإنجليزية)
- كريس بيرك على موقع عالم كرة القدم.نت (الإنجليزية)